# L'Espunyola
L'Espunyola és un municipi de la comarca del Berguedà.
El poble està disseminat al sector oriental del terme que compren a més, els pobles del Cint, de Correà (part del terme del qual fou agregat a Montmajor) i de Sant Pere de l'Esglesiola, les caseries i els santuaris de Sants Metges i dels Torrents, l'església romànica de Santa Margarida del Mercadal, el santuari de Santa Maria del Bosc, l'antic terme de Castellserà i l'enclavament de la Rebolleda.
El significat d'Espunyola és considerat el diminutiu del mot llatí spongia, equivalent a esponja, amb el significat de «rocam d'aspecte porós».
El 1983 es va modificar el nom per incorporar l'article a Espunyola.

## Escut
No s'ha trobat cap escut heràldic que pugui fer referència al llinatge i que pugui representar el municipi. S'ha trobat un segell rodó i antic que porta una inscripció de les lletres de l'Espunyola i una creu.
En l'obra "Els escuts heràldics dels pobles de Catalunya" s'esmenta un escut, on hi ha la creu dels templaris d'argent. Així es creu que, en l'escut de l'Espunyola s'hi ha de conservar la creu dels templers, amb el format caironat i la corona rural del poble.
L'escut de l'Espunyola va ser dissenyat l'any 2001, es tracta d'un escut caironat; de sinople amb un castell cobert d'or al mig de dues ancores d'argent, que són un símbol del patró de l'Espunyola, Sant Climent. A sobre de tot hi ha una corona mural de poble.

## Geografia
- Llista de topònims de l'Espunyola (Orografia: muntanyes, serres, collades, indrets..; hidrografia: rius, fonts...; edificis: cases, masies, esglésies, etc).

| Entitat de població  | Habitants (2024) |
| els Sants Metges     | 90               |
| l'Espunyola          | 42               |
| el Cint              | 39               |
| l'Esgleiola          | 32               |
| Mare de Déu del Bosc | 30               |
| els Torrents         | 30               |
| Font: Idescat        |                  |

=== La Rebolleda ===
La Rebolleda és un petit territori del terme municipal, que forma un enclavament entre els termes municipals de Montmajor i Navès. Té una extensió 0,96 km², i està situat a la dreta de la riera de Tentellatge. Al nord s'hi pot trobar també l'enclavament de Comesposades. Conté la masia de la Rebolleda. És un dels set enclavaments que es pot trobar al Berguedà, juntament amb els de Valielles, Catllarí i Comesposades de Montmajor, els Cortils de Bagà, Gréixer de Guardiola de Berguedà i Sant Quintí de Montclar de Montclar.

## Natura
La vegetació és de caràcter mediterrani o submediterrani sec, amb boscos d'alzines, pi blanc, garrigues, brolles i prats secs. A més alçada hi ha boscos dominats per la pinassa i els roures. I més al nord el pi roig és abundant a les zones de muntanya mitjana. També cal esmentar que al poble s'hi trobaven diversos dòlmens que no s'han conservat.
La fauna és molt diversa: senglars, cabirols, guatlla, tórtora, tudó, colom roquer, garsa, estornell vulgar, i cap als cingles del municipi si poden trobar ocells rapinyaires, com l'àguila daurada i el voltor.
Les fonts de l'Espunyola són: la font de Sant Pere, la font de Cardonés, la font del Molí, la font dels Abeuradors, la font del Vilà, la font del Salt, la font de la Serra del Pla, entre d'altres.
Les dues rieres que passen pel municipi són la riera de Navel que travessa per Cal Marsalet i la riera de l'Hospital que passa per les sufragànies del Cint i Correà. Les dues rieres són afluents del Cardener. Els serrats de Sant Salvador i de Malla (1.238 m), que s'aixequen al mig dels cingles de Capolat, són els dos principals de tota la població. També als seus voltants es pot observar el Salt de Sallent i el pantà de l'Espunyola.

## Esports[calcitació]
Per gaudir de la natura del municipi es poden fer diverses activitats:
- Caminada pels molts camins que té l'Espunyola, visitant les esglésies, fonts, coves i salts d'aigua.
- Recórrer els camins a cavall, que podem trobar a alguns llocs de la comarca, com a Cal Martí, on es fan activitats de pupil·latge i venda de cavalls.
- Seguir els senders de gran recorregut. El GR-1 travessa la comarca pels municipis de Capolat, l'Espunyola, Avià, Gironella, Olvan, Sagàs i Santa Maria de Merlès.
- Seguir en bicicleta una ruta senyalitzada:
  - Ruta de Sant Quintí (31 km) amb sortida de la Valldan, passant pel barri de la Creu, Avià, el Castell de l'Espunyola, Sant Quintí de Montclar, el molí de Ballús, el llac de Graugés i Santa Maria d'Avià.
  - Ruta de Capolat (47 km) i amb un desnivell total de 735 m; amb base a la Valldan, permet visitar Coforb, Capolat, Taravil, Cal Majoral, Sant Climent de l'Espunyola, Avià i Sant Bartomeu de la Valldan.

## Demografia
| 1497 f | 1515 f | 1553 f | 1717 | 1787 | 1857 | 1877 | 1887 | 1900 | 1910 |
| ------ | ------ | ------ | ---- | ---- | ---- | ---- | ---- | ---- | ---- |
| 37     | 5      | 24     | 192  | 149  | 693  | 367  | 381  | 383  | 396  |

| 1920 | 1930 | 1940 | 1950 | 1960 | 1970 | 1981 | 1990 | 1992 | 1994 |
| ---- | ---- | ---- | ---- | ---- | ---- | ---- | ---- | ---- | ---- |
| 444  | 569  | 611  | 490  | 470  | 349  | 311  | 306  | 270  | 270  |

| 1996 | 1998 | 2000 | 2002 | 2004 | 2006 | 2008 | 2010 | 2012 | 2014 |
| ---- | ---- | ---- | ---- | ---- | ---- | ---- | ---- | ---- | ---- |
| 283  | 282  | 276  | 275  | 273  | 272  | 269  | 262  | 255  | 259  |

| 2016 | 2018 | 2020 | 2022 | 2024 | 2026 | 2028 | 2030 | 2032 | 2034 |
| ---- | ---- | ---- | ---- | ---- | ---- | ---- | ---- | ---- | ---- |
| 247  | 258  | 242  | 265  | 262  | -    | -    | -    | -    | -    |

La demografia al Berguedà sempre ha estat relacionada amb el tipus d'activitat econòmica que es feia a la comarca. L'any 1970 el Berguedà arribà a 45.843 habitants, destacant els nuclis de població més grans com Gironella, Puig-reig i Berga. Però hi ha altres municipis com l'Espunyola que amb prou feines arriben a 7 h/km² i on el poblament dispers assoleix gairebé el 100% del territori municipal.
La població a l'edat mitjana era de 15 famílies a l'Espunyola l'any 1370, mentre que l'any 1553 hi havia 13 famílies a l'Espunyola i 11 a Correà¹. Augmentà relativament al segle xviii (l'any 1718 hi havia 75 habitants a l'Espunyola, 117 hab. al Cint i 50 hab. a Correà i passà a 79 hab., 70 hab. i 120 hab., respectivament, al 1787) i assolí un màxim al 1857 amb 693 hab. en tot el terme; des d'aleshores la tendència ha estat a disminuir (amb un augment de 1900 a 1930 de 383² hab. a 552 hab.); el cens del 1975 era de 422 hab., el del 1980 de 422 hab., i de 270 hab. al 1991.

### Padró municipal d'habitants per sexe, xifres oficials:3
| Any  | Homes | Dones | Total |
| 1998 | 145   | 137   | 282   |
| 1999 | 145   | 141   | 286   |
| 2000 | 138   | 138   | 276   |
| 2001 | 132   | 128   | 260   |
| 2002 | 140   | 135   | 275   |
| 2003 | 138   | 132   | 270   |
| 2004 | 138   | 135   | 273   |
| 2005 | 133   | 137   | 270   |
| 2006 | 137   | 135   | 272   |
| 2007 | 129   | 131   | 260   |
| 2008 | 132   | 137   | 269   |

En les dades del quadre, es pot veure clarament que hi ha hagut un període d'estabilitat, però hi ha una lleu disminució de la població accentuada l'any 2001 i en què el poble va poder tornar a créixer. Tot i així, a partir de llavors va anar baixant gradualment fins a arribar a la mateixa població de 2007. El 2008 hi hagué un petit creixement. Cal dir que antigament hi havia molts més canvis demogràfics, ja comentats amb anterioritat a les gràfiques.
1	L'Espunyola hi ha diferents sufragànies entre les quals apareix: l'Espunyola, Correà, El Cint, Sants Metges, l'Esglaiola entre d'altres.
2	Dada extreta del llibre: Pirineu Català (guia itinerari) Berguedà, de César agost Torras.
3	Informació extreta de la web: {{format ref}} http://www.idescat.cat/territ/BasicTerr?TC=3&V0=1&V1=08078

## Ajuntament i Local Social
L'ajuntament de l'Espunyola és un edifici que es creu que fou construït al segle xix. Al segle xx abans de ser ajuntament, era l'escola municipal en que es van fer classes del 1921 al 1968. Va ser reformat a l'actual ajuntament als anys 1974-1975. El Local Social va ser construït l'any 1994, durant els anys s'ha anat reformant. Actualment ja consta d'una pista poliesportiva, un magatzem i lloc per fer foc en condicions de seguretat, per fer les festes sense cap problema.

## Eleccions[calcitació]
Tot i ser un poble de menys de 300 habitants, en les eleccions de 2007 s'hi van presentar tres partits: Convergència i Unió, Esquerra Republicana de Catalunya i Partit Socialista de Catalunya. ERC s'hi presentava per primera vegada i va ser el partit més votat.

### Eleccions municipals. Dades generals (1979 a 2007)
|      | Nombre   |         |                | Vots   |      | Percentatge  |           |           |
| Anys | Electors | Votants | A candidatures | Blancs | Nuls | Participació | Abstenció | Abstenció |
| 1979 | 264      | 112     | 109            | 1      | 2    | 42.42        | 57.58     | 57.58     |
| 1983 | 246      | 135     | 135            | 0      | 0    | 54.88        | 45.12     | 45.12     |
| 1987 | 273      | 96      | 89             | 0      | 7    | 35.16        | 64.84     | 64.84     |
| 1991 | 269      | 103     | 97             | 5      | 1    | 38.29        | 61.71     | 61.71     |
| 1995 | 246      | 187     | 187            | 0      | 0    | 76.02        | 23.98     | 23.98     |
| 1999 | 276      | 169     | 169            | 0      | 0    | 61.23        | 38.77     | 38.77     |
| 2003 | 235      | 185     | 184            | 1      | 0    | 78.72        | 21.28     | 21.28     |
| 2007 | 228      | 183     | 180            | 2      | 1    | 80.26        | 19.74     | 19.74     |

Històricament l'abstenció ha estat alta, tot i que els darrers anys la participació ha augmentat, arribant al 80,26% el 2007.

### Eleccions municipals. Resultat per partit
| Any  | PSC | CiU | PP | ERC | IC | candidatures | Total |
| 1979 | 0   | 0   | 0  | 0   | 0  | 109          | 109   |
| 1983 | 0   | 135 | 0  | 0   | 0  | 0            | 135   |
| 1987 | 0   | 89  | 0  | 0   | 0  | 0            | 89    |
| 1991 | 0   | 97  | 0  | 0   | 0  | 0            | 97    |
| 1995 | 25  | 162 | 0  | 0   | 0  | 0            | 187   |
| 1999 | 14  | 155 | 0  | 0   | 0  | 0            | 169   |
| 2003 | 76  | 108 | 0  | 0   | 0  | 0            | 184   |
| 2007 | 25  | 58  | 0  | 97  | 0  | 0            | 180   |

En les eleccions municipals el partit més votat havia estat Convergència i Unió, però els darrers anys el Partit Socialista de Catalunya ha guanyat votants, i Esquerra Republicana de Catalunya va aconseguir l'alcaldia l'any 2007

## Infraestructures viàries
Les carreteres de la comarca segueixen el curs del riu Llobregat, travessant la comarca pel bell mig amb la carretera C-16, anomenada l'Eix del Llobregat. Però a partir d'aquesta via hi ha eixos secundaris que connecten amb les diferents poblacions de la comarca. Aquesta xarxa es completa amb els camins rurals que donen sortida a masies i cases apartades.
La carretera principal de l'Espunyola és la C-26 que va des de Berga a Solsona, per la qual també es pot accedir a Cardona. L'altra carretera important és la BV-4131, que va de Puig-reig a l'Espunyola, passant per Casserres.

## Situació econòmica[calcitació]
La principal activitat econòmica és l'agricultura i la ramaderia. Predomina l'agricultura de secà: cereals, farratges, patates i blat de moro, 938 hectàrees de terres llaurades al 1989. També cal destacar l'explotació del bosc amb pinedes, alzinars i rouredes que ocupa el 45,3 % de l'extensió total del terme (1.599 hectàrees al 1989).
Mentre que la ramaderia té un cert creixement pel que fa a bestiar boví (655 caps al 1989), tant de carn com de llet, el bestiar oví pateix un retrocés des de fa temps i el bestiar porcí (6.161 caps al 1989) té un creixement considerable.
L'altra activitat econòmica important és el turisme: restaurants, hotels, cases de pagès, comerç i construcció.

### Distribució de la superfície agrària (hectàrees)
| Any  | Terres llaurades | Pastures permanents | Terreny forestal | Altres |
| 1982 | 997              | 0                   | 1563             | 428    |
| 1989 | 938              | 48                  | 1600             | 209    |
| 1999 | 967              | 387                 | 1740             | 120    |

Els boscos ocupen la major part de la superfície, seguit de les terres llaurades i les pastures. Les terres llaurades reculen i les pastures permanents creixen fins a les 387 hectàrees.

### Ramaderia: nombre de caps per espècies
| Any  | Bovins | Ovins | Cabrum | Porcins | Aviram | Conilles mares | Equins |
| 1982 | 286    | 980   | 80     | 3555    | 30920  | 1707           | 11     |
| 1989 | 655    | 2911  | 237    | 6161    | 1204   | 2201           | 9      |
| 1999 | 1342   | 1267  | 138    | 11389   | 21351  | 2284           | 2      |

Font: Idescat
La ramaderia està molt diversificada: l'aviram pateix una davallada notable, mentre que el porcí té un creixement important. A la Fira-mercat l'agricultura i la ramaderia hi tenen un paper important, tant amb el ninot de palla com amb totes les eines exposades en el mercat i exposició de maquinària.

## Història
Als orígens del món romà entre els anys 2000 aC i el 1500 aC, en el període calcolític, al Berguedà s'hi troben restes de la cultura megalítica. Els seus protagonistes enterraven els difunts en sepulcres col·lectius fets amb pedres de grans dimensions, acompanyats d'un ric aixovar i amb mostres d'un complex ritual funerari. A l'Espunyola hi ha diferents dòlmens¹. Molts dels objectes trobats en els diferents dòlmens són actualment al Museu Comarcal i Diocesà de Solsona:
- El dolmen del Collet de les Forques fou excavat al 1920, avui desaparegut. Estava format per una estructura tumulària que cobria una llosa de caràcter rectangular amb els cantons arrodonits i treballats, aquesta tapava una fosa ovalada i buscant tresors s'hi trobà les restes de tres adults i un infant, una calavera que descansava sobre una lloseta com un coixí, a més de fragments ceràmics, un punyal de llengüeta de coure, fil de coure, reblons, una agulla de dues puntes i de seccions quadrangular, diversos grans de collar pecten² i dos botons; un de piramidal i l'altre prismàtic.
- El dolmen del bosc de Correà. Aquest megàlit fou excavat al 1918: tres lloses configuraven la cambra rectangular, precedida de dos llosetes que formaven el vestíbul. S'hi van trobar fragments ceràmics, peces dentaries, abundants objectes i ornaments personals de coure, grans de cullà, joies d'origen marí, dentàliums3 i columbel·las.
- El dolmen del Codonyet del Cint, tan sols proporcionà les restes després d'una violació. S'hi van trobar fragments ceràmics molt deteriorats, restes antropològiques de tres cranis que es troben encara, als racons on no ha sigut violats. El més particular d'aquest sepulcre es que tenia el terra enllosat i les lloses laterals eren lleugerament enfonsades.

El Castell de l'Espunyola4 és citat el 950, data en què l'abadessa Adelaida Bonafilla, neta de Guifré el Pelós i filla del comte de Barcelona Sunyer I, feu una donació al seu monestir de Sant Joan de les Abadesses, en el qual lliurà el Castell de l'Espunyola amb el seu terme i l'església de ⁵Sant Climent. A partir del segle xiii senyorejà el castell un llinatge de cavallers cognomenada Espunyola, d'aquesta família destacà el seu fill Guillem II d'Espunyola que figurà entre els principals magnats del Berguedà i signà com a marmessor en el testament del trobador Guillem de Berguedà al 1187.
Després de diverses transmissions, Salvador Domènec i de Cortic llegà el castell i el terme de l'Espunyola a la duquessa de Cardona, Caterina Fernández, la qual els cedí al 1628 a Francesc de Tamarit i de Rifós, diputat de la Generalitat de Catalunya pel braç militar al 1640, que intervingué en forma destacada a la Guerra de Successió. Els Tamarit foren senyors de l'Espunyola fins a l'extinció del règim senyorial al 1836 i conservaren la propietat del castell fins a finals del segle xix, moment en què passà a Antoni de Quadras i Feliu.
Durant aquestes èpoques es pogué veure en la població les forces carlines, les quals dominaven tota la zona de aquestes contrades, especialment es feren veure a Casserres on hi hagué una batalla, en ser la població veïna, l'Espunyola també es veié afectada. Berga va esdevenir un alçament carlí als voltants del 1872.
El Castell de l'Espunyola aprofita el desnivell del terreny i ocupa una petita elevació fent que el conjunt es trobi dins un recinte murallat, en gran part caigut. Al segle xvi ja era adaptat a masia, tot i que conserva diversos elements d'estil romànic i gòtic, entre els quals destaquen les dues torres del segle xiii; la torre mestra o de l'homenatge, amb una finestra de coronella⁶ i la torre de vigilància a la qual només s'accedeix per una porta oberta, modernament. Les torres són de planta quadrada amb portes d'arc de mig punt i han perdut el coronament emmerletat7. Uns altres elements a destacar són les finestres gòtiques germinades i espitlleres del castell. La masia és un edifici de planta rectangular coberta de dues vessants i amb la carena perpendicular a la façana de Ponent. Actualment a l'edifici s'hi estan realitzant obres de consolidació i restauració.
Al costat del castell hi ha les restes de l'església de Sant Climent del segle xii, que s'esfondrà a l'any 1914 tot i que ja havia estat abandonada al segle xiv, l'any 1985 fou declarat bé d'interès cultural.
En les roques pròximes hi ha excavades sepultures antropomorfes del segle X i també de lloses o cistes8 de parets verticals del segle xi.
Des del 1936 fins al 1939, durant la Guerra Civil Espanyola, moltes famílies van optar per refugiar-se en alguna de les cases de la població, al trobar-se lluny dels nuclis d'acció militar. Tot i això, hi van haver morts, com a la resta del país, a causa de les matances entre els soldats dels diferents bàndols que es trobaven pel camí. Encara hi ha restes d'aquestes morts, com una làpida de tres persones que van matar abans d'arribar al pont dels Lladres, en la carretera de l'Espunyola cap a Berga.
1	Informació extreta del llibre: El Berguedà: de la prehistòria a l'antiguitat, de Josep Castany, Eduard Sánchez, Lluís A. Guerrero, Josep Carreras, Rafael Mora, Goretti Vila.
2	Mot llatí el qual es refereix a “pinta”.
3	Cargols marins, el qual el dentàlium té una closca que recorda un ullal d'elefant.
4	Informació del Castell extreta del llibre: Castells Medievals del Berguedà (2), d'Isabel Caselles, Josep M. Rosinyol i Mª Dolors Santandreu.
5	Foto del castell de l'Espunyola per la cara sud.
6	Finestra dividida en tres parts per dues columnes.
7	Posar merlets en la porta.
8	Tomba en forma de capsa o cofre.

## Art i esglésies
L'estil més rellevant de la comarca és el romànic.
Al poble de l'Espunyola podem trobar el Castell i els dòlmens i les esglésies¹amb els seus elements com poden ser imatges, retaules, sepulcres o façanes.
Dins la població de l'Espunyola, es poden diferenciar nou zones segons l'església més propera a les cases. La parròquia del municipi és Sant Climent de l'Espunyola, mentre que les sufragànies són Sant Pere de l'Esglaiola, Gineva², el Cint, el Mercadal, la Mare de Déu del Bosc, la Mare de Déu dels Torrents i Correà.
- Sant Climent de l'Espunyola3 és la parròquia de tot el municipi. Inicialment era consagrada a Sant Nicolau però és canvià per Sant Climent quan en el segle xvi se’l traslladà del Castell de l'Espunyola. L'edifici d'origen romànic, molt senzill, d'una nau i absis semicircular, ampliat al segle xviii amb dues capelles laterals i una sagristia, i al segle xix amb un campanar adossat a la façana. La rectoria del segle xii, va ser refeta el segle xviii. Actualment està en molt bon estat. És important anomenar les masies dels Quatre Vents, edifici totalment quadrat, amb una torre al NE, també habitat i una de més modernes com Cal Pius, masia clàssica construïda el 1927, té una finestra a la façana principal d'arts molt treballada. Abans de la Guerra Civil havia estat la caserna fronterera, actualment és el forn de pa del municipi.
- Sant Pere de l'Esglaiola4 és l'església situada més cap al sud de tot el terme de l'Espunyola, esmentada d'ençà el segle XV. És un edifici del segle xviii, amb alguns elements del segle xix, com la porta datada a l'any 1831. La porta és neoclàssica i té una llinda amb una llegenda epigramàtica⁵. L'església és adossada a la veïna rectoria, actualment restaurada des que hi van caure dos llamps. Aquesta església centra un veïnat de masies disperses, entre les quals cal esmentar l'Esglaiola, Canudes del Tossalet i el Corral de Canudes.
- Al centre del municipi, entre els serrats de sant Salvador i de Malla (1238 m), que s'aixequen al mig dels cingles de Capolat hi ha l'església de Sants Metges, consagrada a Sant Cosme i Sant Damià. Construïda al segle xviii amb una sola nau, presbiteri quadrat i campanar, de planta quadrada, adossat a l'edifici. A l'interior s'hi guarda una taula barroca dels Sants Metges, de fusta policromada. Cal esmentar la masia de Cal Pauet.
- Sant Sadurní del Cint, és la sufragània situada al nord-oest del terme de l'Espunyola, sota els cingles de Capolat. L'església és esmentada per primera vegada al segle x, al 939, també ho fou l'any 1312 en l'acte de consagració de St. Maria de la Seu d'Urgell, per una visita al denegat de la Vall de Lord. Mantingué la categoria de parròquia durant tota l'edat mitjana, ja que el Cint formà municipi independent al segle xix i tingué com a sufragànies els Torrents i Sants Metges. En l'antic terme del Cint també inclou l'oratori de la Mare de Déu del Bosc. De la construcció romànica transformada els segles xvi i xvii només en resten algunes parets i murs. L'any 1532 és pintà el retaule de l'església. En aquest indret cal esmentar la masia de la Boixadera del Cint, una casa del segle xviii i les masies de la To i Codonyet.
- El Mercadal⁶ és una de les grans i antigues masies del municipi de l'Espunyola. És creu que podia haver estat una fortificació, ja que la part més antiga de la casa, que pot datar dels segles XIII o XIV, és una presó de tipus medieval. Actualment la casa continua habitada. A frec mateix de la masia hi ha la petita església d'estil romànic, del segle xiii, Santa Margarida del Mercadal. Consta d'una sola nau, coberta per una volta de canó i coronada per un absis semicircular més estret i més baix que la nau. El qual està cobert amb una volta de quart d'esfera i al centre de l'absis hi ha una finestra d'art de mig punt, feta amb la tècnica del muralisme. La porta és d'arc de mig punt adovellat i el campanar d'un sol ull i molt rústic, s'alça sobre el peu de la nau. Actualment la capella no té culte. Santa Margarida del Mercadal sempre depengué del Cint i es creu que al segle xviii la capella era d'ús privat de la casa del Mercadal.
- La mare de Déu del Bosc és una església situada al peu de la carretera C-26 direcció Solsona, és d'una sola nau, un campanar d'espadanya i un òcul sobre la porta. Com a rondalla es pot explicar aquesta història: uns pagesos ensenyarem el megàlit com una cosa sagrada deguda a la invasió serraina, per protegir la mare de déu de la vinguda dels moros i un cop trobada es construir l'actual capella. Cal dir que la mare de déu, és un exemplar del segle xiv i que per tant no ha vist mai moros. És una de les nostres icones marianes i al mateix 7temps, germana bessona de la Mare de Déu de Queralt, calgué fer la comparació per restaurar-la. Més tard es digué que la mare de déu trobada al Bressol fou la Mare de Déu dels Torrents però el poble mancat de rondalla digué que la trobada fou la del Bosc. Els devots per fer les paus entre les dues mares de déus feren una capella al lloc de la troballa, amb la imatge de la mare de Déu del Bosc.
- A uns 25 metres de l'ermita de la Mare de Déu del Bosc8, parròquia del Cint, hi ha un cromlec, sepulcre de l'època megalítica, popularment anomenat ”El bressol de la Mare de Déu”. Està força ben conservat llevat de la tapa que ha desaparegut. Sis lloses formen les seves parets que estan bastant inclinades vers l'interior, formant una cambra d'1,60 m. per 1,20 m. amb una elevació màxima de 0,96 m. És singular la construcció d'aquest megàlit ja que les lloses són mig enfonsades al sòl, el vas encerclat amb pedres també mig enfonsades amb un diàmetre de 5,50 m. i tot l'espai central enllosat amb pedres més petites. Dins del cromlec si trobà un vas ceràmic amb apèndix de botó, ceràmica incisa, dentàlium, agulla de coure, columbel·la i ganivets de sílex.
- Mare de Déu dels Torrents⁹, el santuari de la mare de Déu dels Torrents, situat a la dreta de la riera de l'Hospital, ja el 1312 tenia una hospitalitat. Del santuari es tenen noticies d'ençà el segle xiii i en el mateix segle fou substituït per un edifici barroc. L'església és d'una sola nau amb capelles laterals, presbiteri¹⁰ quadrat, campana de torre i porta al mur de Ponent. La casa dels Torrents destaca la porta dovellada i la finestra amb llinda monolítica decorada amb diferents rebaixos que es poden datar als segles XVI o XVII, la masia va ser sobre alçada posteriorment. La imatge de la Mare de Déu dels Torrents és una bonica talla de fusta policromada, de començaments del segle xiii. Actualment és venerada a l'església de Sant Martí de Correà. Aquesta imatge durant la Guerra Civil, va ser salvada de la destrucció gràcies als veïns.
- La mare de déu dels Torrents té una cara fina i ben dibuixada, seu sobre un setial senzill, va coronada i porta una toga petita que li cobreix les espatlles. Porta una túnica vermella cenyida a la cintura i que deixa veure les sabates, un mantell de color verd de plecs treballats de força realisme li cobreix l'espatlla, el braç dret i els genolls. El fill amb una col·locació una mica diferent respecte a imatges de la mateixa època, seu sobre el braç esquerra de la mare i recolza els peus al genoll del mateix costat. També dur un mantell verd i una túnica vermella que deixa al descobert els peus nus.
- Correà11 és al sud-oest del terme i l'antiga parròquia ja era esmentada l'any 839 en l'acte de consagració de la catedral de l'Urgell. Consta d'una sola nau coberta amb volta de canó i franquejada per dues capelles laterals, la porta és al mur de Ponent i el campanar és un exemplar de planta quadrada amb tres pisos i balustrada. Sant Martí de Correà, del segle xviii conserva retaules barrocs com el major, dedicat a Sant Martí, completament esculpit i amb columnes salomòniques; el del Roser, del final del segle xvii, i els neoclàssics de la Mare de Déu dels Dolors, Sant Isidre i Sant Antoni. A l'altar major també es conserva una notable imatge romànica mariana, procedent del santuari dels Torrents, talla de fusta policromada del segle xiii. Al costat de l'església i podem trobar una creu de pedró, amb la base de pedra i la creu de ferro. Dins del seu terme i trobem masies com el Verdaguer, Can Traver, la Ferreria i Montanyà amb una capella d'ús privat, entre altres cases. El terme de Correà formà al segle xix un municipi independent juntament amb el terme parroquial de Comesposades. El terme de Correà sempre ha estat molt dividit entre l'Espunyola i Montmajor ja que el límit dels dos municipis arriba a ser molt a prop quan parlem de l'església.

1	Part de la informació es extreta de tríptics informatius del poble de l'Espunyola.
2	Gineva és el nom de la sufregania de l'església de Sants Metges.
3	Fotografia de l'església de Sant Climent de l'Espunyola, la parròquia.
4	Fotografia de l'església de Sant Pere de l'Esglaiola, abans de la restauració de la rectoria.
5	Breu llegenda de composició satírica i de contingut moral, social o polític.
6	Foto de l'església de santa Margarida del Mercadal, extreta de la	web:	{{format ref}} http://mdc.cbuc.cat/cdm4/results.php?CISOOP1=any&CISOFIELD1=CISOSEARCHALL&CISOROOT=all&CISOBOX1=Espunyola, Memòria digital de Catalunya.
7	La foto pertany a la benedicció dels cotxes per sant Antoni, a l'església del Bosc.
8	Informació extreta del llibre: El Berguedà: de la prehistòria a l'antiguitat, de Josep Castany, Eduard Sánchez, Lluís A. Guerrero, Josep Carreras, Rafael Mora, Goretti Vila.
9	Informació extreta del llibre: Les Marededéus del Berguedà, de Josep M. Rosinyol.
10	Part de l'església al fons de la nau central on hi ha l'altar major, més elevada d'un o més graons que la resta de l'església, que és reservada als clergues.
11	Informació extreta del llibre: Marededéus del Berguedà i Creus del Berguedà d'Isabel Casellas i Mª Dolors Santandreu.

## Festes ordenades cronològicament

### Festes Actuals

#### Els reis
Aquesta festa, molt comuna en diferents poblacions de Catalunya, es fa la vesprada del dia 5 de gener. Hi acudeixen tots els nens de l'Espunyola i els que vinguin dels pobles veïns, els quals porten els fanals per il·luminar el recorregut que fan els SS.MM. Aquests fanals anys anteriors es lliuraven, dies abans de la celebració, al forn del poble, però actualment els fan la mateixa canalla a l'escola.
Els reis amb els seus corresponents patges arriben fins al Local Social amb la carrossa. El tractor tiba un remolc guarnit per l'ocasió, on cada majestat té el seu seient amb els seus acompanyants. La banda de Casserres són els encarregats de fer la música fins a arribar al Local Social, on Ses Majestats adoren el nen Jesús. Al costat de l'escenari es troba un naixement amb tots els representants, amb figures.
Anys enrere es pujava amb la carrossa fins a l'església de Sants Metges on el mossèn oferia el nen Jesús als reis per adorar-lo.
Tot seguit, quan els reis s'han col·locat a les respectives cadires amb els patges al costat, el senyor alcalde llegeix un escrit referent a les dates nadalenques. Després, l'alcalde va dient el nom de cadascun dels nens corresponents, els quals se’ls lliure els regals, amb més o menys rialles. Al finalitzar el lliurement a la canalla algun dels que no són tant nens també tenen alguna sorpresa. Després d'acomiadar els reis, hi ha xocolata desfeta i coca per tothom.

#### Les caramelles
Les caramelles és una de les festes de més antiguitat que es fan a l'Espunyola, ja que ha perdurat en el temps. Es fan per Pasqua, que varia de data segons la lluna de Març.
La Marta Solsona toca l'acordió i s'encarrega de fer les lletres de les cançons, perquè llavors cada divendres abans d'anar a cantar caramelles, durant un mes i mig, s'assagen les cançons que s'han acordat cantar aquell any. Normalment són de dues a tres cançons; les arribades, un vals o sardana... i el comiat. Les cançons que és canten són una mica modificades de com són en realitat, fent esment a la població o a les caramelles. Les arribades sempre és “la cançó de l'estiu” o la més sentida durant tot l'any, de la qual es canvia la lletra completament i s'hi posa una que es refereixi a la festa i a l'arribada a la casa.
La durada de les cantades és de tres dies; el dissabte a la tarda, diumenge al matí i dilluns de Pasqua al matí. També es va a Casserres al cap de dos setmanes o quinze dies, en què hi ha la trobada de caramelles, de tots els cantaires de Catalunya i que els caramillaires de l'Espunyola hi han anat des de fa molts anys.
Es porta el bombo, la panera i la bandera com a instruments mentre que els vestits per cantar caramelles són pels homes; la barretina i el llacet, i per les dones la faldilla florejada i el mocador vermell al coll. Tots els cantaires porten la camisa blanca.
Pel que fa al bombo, amb unes dimensions considerables, necessita una pell que no es troba a qualsevol lloc. Era més fàcil trobar-lo abans, per tant, cada any s'ha de procurar tenir una pell o dues de recanvi.
Es canta per totes les cases de l'Espunyola que hi són benvinguts, que més o menys són unes 70 cases i s'hi va amb cotxes, normalment s'ajunten el màxim de persones possibles, així no cal que hi hagin tants vehicles, tot i així sumen uns 11 cotxes.
A les cases que el mateix any hi ha hagut una defunció, normalment o no s'hi va a cantar o s'hi va a resar un parenostre, ja que això és un costum antic, pel dol a la persona estimada.
El dilluns al matí s'acaben les cases que encara no s'hi anat a cantar i també es va a Montclar on es troben els caramillaires de Montmajor, Casserres, antigament els de Montclar i com no, els de l'Espunyola. Primer es fa una missa a l'església de Montclar i seguidament es fan les cantades de cada grup a la plaça del poble.
Cada dos anys una parella d'una casa diferent és l'encarregada de portar les caramelles; això comporta fer-se càrrec de tenir la panera, el bombo i la bandera en condicions, de fer les targetes que es donen a les cases, encarregar-se del dinar que es fa al juny, entre altres activitats.
A cada casa que es va a cantar, la gent dona la voluntat i amb tots els diners recollits es fa un dinar per tot el poble, que consta d'un arròs, carn a la brasa i fruita. Actualment el dinar popular és al Local Social. El viatge de caramelles que cada any es fa a un lloc diferent de Catalunya, també es paga amb els diners recaptats.

#### Fira-mercat
La Fira-mercat de recanvis i antiguitats de l'Espunyola sempre esdevé el primer diumenge d'agost al Local Social. Conté diferents racons i activitats de les quals se'n pot gaudir tot el matí del diumenge, fins ara, d'estiu complet. Cada any per donar la benvinguda a tothom que arriba a la fira, en ser un terreny de pagesos i camps, es munten uns ninots de palla. Durant els anys que fa que existeix la fira s'han anat fent diferents formes, com per exemple: un quat, un burro, un tractor, una moto, un tren...
Hi ha un espai de parades, on es fa una abundant i nombrosa fira, que amb els anys ha anat guanyant terreny i gent a comprar. Principalment es tracta de recanvis de motos, cotxes, tractors... d'època i també podem trobar parades de productes del mateix poble i de la comarca.
De bon matí tota la gent que vulgui gaudir d'una passejada per les contrades de l'Espunyola, en la trobada de motos antigues anteriors a l'any 1975, es pot inscriure i fer un bon esmorzar. Durant els deu anys s'han fet diferents recorreguts pels paratges de la població, comarca i comarques veïnes.
L'exposició de l'interior del Local Social, ocupa l'espai central i l'escenari. S'hi exposen diferents motos, microcotxes i alguna cosa que altra d'interès peculiar. A la paret del escenari, cada any hi ha un dibuix, fet amb pintura negre i amb pistola de compressor sobre una tela blanca. El tema del dibuix sempre és respecta alguna de les coses de l'actualitat que va relacionat amb el motor, com per exemple l'any que va entrar la retirada de punts en el carnet de conduir. A part a l'interior del Local també hi ha servei de bar. També es pot esmorzar i dinar. A l'interior de la pista poliesportiva es pot trobar des dels darrers anys una exposició de diferents vehicles de època més o menys restaurats.
Des de fa anys hi ha un intercanvi de plaques de cava, en diverses ocasions l'organització de la fira ha fet unes plaques de cava commemoratives. En l'última edició estaven dissenyades per l'aniversari dels deu anys, juntament amb una ampolla de cava, a triar entre brut o semi-sec.
Enguany hi ha hagut una exposició de tractors, gràcies a la col·laboració de l'associació de tractors del Bages, i durant el matí hi va haver una exhibició de les quals se’n gaudeix a molt pocs llocs, a causa de l'espai i que els tractors costa més de transportar-los i aplegar-los en un mateix lloc.
La fira sempre ha tingut un alt índex de participació i aquells dies es converteix en un bullici de gent que acudeix a veure les coses que tot i ser velles continuen sent ben vives.

#### Festa major
La Festa Major d'agost, concretament el segon diumenge d'agost, va ser una festa impulsada amb l'acord de totes les persones assistents a la reunió que es feu a l'Ajuntament de l'Espunyola ja fa bastants anys, en la qual si acordà fer una festa major per tota la població i en les festes religioses de cada sufragània fer solament la missa per la celebració. Ja que es feien moltes festes al llarg de l'any i van decidir ajuntar-les totes per celebrar la festa del poble, però sense deixar de celebrar les festes religioses. A causa que hi va haver gent que va voler preservar la festa de la seva zona, algunes encara es fan ball o altres aspectes festius.
La Festa Major de l'estiu és la festa que dura més dies i la què hi ha més activitats, tot i que anys enrere hi havia moltes més coses a fer. Normalment en el programa de festa major també s'esmenta la festa jove, la fira i la marxa BTT, ja que són festes molt pròximes a la festa major d'estiu. Però en el meu treball de recerca esmento cadascuna de les festes per separat, explicant el contingut.
Els cartells de la festa major durant alguns anys, el qual l'any passat encara es feia, s'organitzava un concurs en el qual tothom podia participar a fer la portada del programa. Es feia un jurat amb persones del poble, les quals triaven el més original i el que seria l'encarregat de presentar la festa major d'aquell any. Durant la festa major estaven exposats tots els cartells que havien concursat. Ens pogué explicar aquesta i altres informacions la Dolors R., en la seva entrevista.
Es comença sempre el divendres abans del segon cap de setmana d'agost, amb la cantada d'havaneres i amb el rom com a acompanyant d'honor. Anys enrere es feia la sardinada al mateix dia però per causes de poca assistència es va deixar de fer.
L'endemà podem trobar una proposta nova d'aquest any, en la qual s'anima a pintar tots aquells infants que ho desitgin i els dibuixos dels quals restaran exposats la resta de la festa major. A la tarda del mateix dia, a cal Majoral, hi ha un grup d'animació pels més petits, els quals alguns anys van poder gaudir d'una festa d'espuma. Seguidament es fa el partit entre casats i solters al mateix lloc, al camp del costat del restaurant. Al vespre i des de fa anys es fa el sopar popular de festa major, al què hi pot acudir tothom apuntant-se al forn del poble, dies abans. Durant el sopar sempre hi ha alguna actuació per entretenir la gana.
L'endemà a primera hora del matí es fa la missa de la festa major, la qual es fa cada any a una església del municipi diferent de tal manera que hi ha una mena de rotació, que permet celebrar la festa d'estiu a tots els racons del poble. Sortint de missa hi ha el tradicional vermut de germanor. A la tarda del diumenge de festa major, al Local Social, ens ofereixen un magnífic concert amb el mateix grup el qual al vespre farà el ball de vetlla.
Finalment l'últim dia de festa major, el dilluns, podem anar de bon matí a Serracanya, al lloc on s'hi pot guanyar un esplèndid pernil. A la tarda, d'enguany s'ha celebrat el cinquè concurs de cuina, el qual si van poder presentar tota mena de plats de pasta. En cada edició es pot observar un tema “genèric” de la cuina, com per exemple; les amanides, les postres, les truites... Es premia tres plats, els quals són: més original, més ben presentat i més bo, tot i això la resta de participants també tenen al seu premi de consolació. L'últim acte de la festa major és el ball de confeti, a la mitja part s'efectua el lliurement de la panera i dels premis als participants dels dibuixos.

#### Festa jove
Com el nom indica es tracta d'una festa organitzada i pensada per gent jove.
No hi ha gaires festes exclusivament pensades i dedicades als joves i podríem dir que és la primera celebració.
És fa el penúltim o últim divendres del mes de juliol, mirant que hi hagi una setmana de diferencia respecte la fira de l'Espunyola, per poder tornar a tenir el local en condicions.
Aquesta festa es desenvolupa durant la nit i matinada, primer de tot es fa el sopar popular del jovent del poble. Després d'haver preparat les coses més importants comença a arribar tot el jovent que per aquella nit es quedaran a l'Espunyola. La festa comença a l'exterior del Local on podem trobar-hi música amb una “disco mòbil”, tot seguit es pot fer diverses activitats que amb els anys han anat canviant com; muntar a burro català mecànic, lluites de fang, concursos de titius32, festa de l'espuma, agafada d'ous... algunes de les activitats es fan al llarg de la nit. A l'interior del Local hi ha muntat una passarel·la on es fan striptease, tant per part masculina com femenina, a diferents hores de la nit, normalment fan alternar els striptease amb alguna activitat a l'exterior o algun concurs. Els stripease sempre hi ha alguna persona famosa, com per exemple la Chiqui Martí.
Podem trobar en aquesta ocasió dues barres al local, on jovent del poble i cambrers estan enfeinats tota la nit.
Quan surt el sol donen coca i xocolata per tothom i seguidament pugen al serrat de Malla a col·locar la senyera, la qual es pot observar des de les cases de l'Espunyola.
3²	El concurs de titus consisteix a beure amb porró i contar titius en veu alta, el que aguanti més estona bevent i contant guanya.

#### Marxa BTT
La Marxa BTT, es fa el primer diumenge de setembre, enguany es feu la dotzena edició i no per això va canviar, sinó que es va fer igual com sempre i amb abundant participació de ciclistes.
Com ens explicà la Dolors R. es fan les inscripcions de bon matí i la sortida en massa, conjuntament totes les persones, indiferentment del recorregut que facin. Ja que hi ha dos recorreguts diferents, el curt; d'uns 23Km. i el llarg; d'uns 34Km. Quan van arribant els ciclistes, van a esmorzar a l'interior del Local Social i amb el lliurement del dorsal, els donen el record de la marxa BTT, el qual és una camiseta amb el logotip de la festa i de l'any que pertoca.
També es fa el lliurement de trofeus al ciclista de més gran edat, al més jove i al grup de ciclistes més nombrós.
També cal dir que anteriorment a l'agost es va començar a fer la caminada i la BTT juntes per la festa major, però com que no hi havia tanta difusió com ara de la propaganda, costava més de fer-ho saber a la gent dels voltats i de la comarca.
Venia bastant gent però una de les causes, per la qual es va deixar de fer la caminada i es va canviar la Marxa BTT de dia, és que es feia el diumenge al matí de festa major d'estiu. La qual cosa comportava que el dissabte al vespre era el ball de festa major i, per tant, la gent anava a dormir tard, provocava per tant que el diumenge al matí no es podia oferir la qualitat comparat amb els altres llocs, on fan caminades i BTT.

#### Torrents
Actualment als Torrents només si va per demanar pluja, en època de secada, l'any passat s'hi va anar i es fa la festa de la mare de déu a Correà, ja que a causa del deteriorament de l'església dels Torrents es va traslladar la mare de déu a Correà.
El diumenge més pròxim al 8 de Setembre es fa a Correà la missa, en honor del naixement de la Verge Maria i és el dia que se celebren totes les festes de les mare de déus trobades. La resta es fa com les altres sufragànies i a la tarda es fa el ball, el qual si plou es fa al Local Social de l'Espunyola, però si no es fa a Correà mateix.
Antigament, com ens explicà Pere R., la festa major del Cint, era la festa del Torrents, ja que pertanyia al Cint, però llavors per ordres religioses, l'any 34 va passar a ser territori de Correà. Tot i aquest canvi, es va continuar fent la missa als Torrents, a la tarda es feia el ball a Correà com a novetat i al vespre es tornava a fer ball a Cal Majoral, a l'envelat. Amb aquest envelat es podia fer pagar la gent que anava a ballar i amb això pagaven als músics.
Durant la missa s'aprofitava per fer el canvi de priors, com a moltes de les altres festes.
A partir de l'acord que es va fer, els del Cint van deixar de fer la festa major per fer solament la festa del Cint, la que es continua fent actualment, i llavors fou quan els de Correà van demanar per fer-la ells, ja que tenien la mare de déu. A partir de llavors es va fer la festa del Torrents, que actualment és la festa de Correà.

#### Sants Metges
El diumenge més pròxim al 26 de Setembre, Sant Cosme i Sant Damià, es fa la festa de la sufragània de Sants Metges. Al diumenge de la festa es fa la missa en honor del sant i s'ofereix el canvi de priors, el qual consisteix a que s'encenen les dues atxes36, les quals es lliuren als altres nous priors, els quals són els de la casa següent. Durant la missa es reparteixen els papers dels goigs de Sants Metges, els quals es canten tots junts les estrofes més significatives. Quan és l'hora de sortir de la missa, la plata amb flors ja la surt a donar la nova priora, que li tocarà fer-ho l'any sencer.
Al sortir de missa hi ha la tradicional tibada de la corda entre solters i casats, es col·loca la corda amb l'ampolla de cava al mig amb una línia, a terra, i els que aconsegueixen fer passar l'equip rival per la línia cap al seu cantó són els que guanyen i per tant, els pertoca d'obrir l'ampolla de cava. Seguidament s'ofereix un piscolabis per tots els assistents. A la tarda a diferencia d'altres llocs es fa el ball de la festa al Local Social, amb una panera, per poder-la aconseguir es poden comprar els números durant tot el ball.
En l'entrevista, la Dolors R. explicà que fa uns quants anys enrere per Sants Metges, els de Cal Macià (Teresa O. i Emili C.), amb altra gent del poble, organitzaven tot de festes tradicionals catalanes per aquesta festa, en els diferents anys hi va haver ball de bastons, de cascavells, un castell i fins i tot un any va anar a Cal Rosinyol un grup de Diables. Es va fer una gimcana, molt divertida, en la qual va participar molta gent del poble i fins i tot el dissabte s'havia fet un sopar i ball a l'era de Sants Metges. De totes aquestes festes solament ha perdurat la tibada de corda que cada any es fa al sortir de missa.
3⁶	Ciri que es passen els priors per simbolitzar el canvi.

#### Sant Climent
El diumenge més pròxim al 23 de novembre, Sant Climent, es fa la festa de la parròquia de l'Espunyola, la qual antigament estava situada al costat del Castell de l'Espunyola, però a causa del deteriorament es va passar la parròquia a l'actual església de la qual hi havia consagrat Sant Nicolau.
Al diumenge de la festa es fa la missa en honor de Sant Climent, però a diferencia de altres festes no s'ofereix el canvi de priors37 ja que es fa el primer diumenge de maig. Ara com que la missa a l'església de Sant Climent es fa l'últim diumenge de cada mes, el canvi de priors es fa l'últim diumenge de maig.
Els priors aguanten els ciris durant la missa i en un punt concret de la missa es
reparteixen els papers dels goigs de Sant Climent, els quals es canten tots junts les estrofes més significatives. La priora és l'encarregada de posar-se a la porta de l'església abans de marxar la qual lliure unes flors amb la plata, a totes les persones que surten de la missa. Les persones donen la voluntat i a fora de l'església s'ofereix un piscolabis per tots els assistents. Tragué la informació de la festa, dels actuals priors de la parròquia de l'Espunyola.
Normalment, a la tarda, no es fa cap ball ni espectacle, des que es va acordar fer la festa major d'estiu, però en algunes ocasions s'ha fet algun espectacle al Local Social per fer la festa més animada i més gran. Quan hi ha alguna activitat al Local se sol fer servei de bar i també es pot comprar entrepans.
37	Els priors són les persones, les parelles, que estan encarregades de netejar i arreglar l'església, que els i pertoca per on està col·locada la seva casa, i es fan el canvi de priors cada any. Amb totes les cases que comporta cada sufragània, hi ha una rotació, la qual es fan priors totes aquelles persones que ho han fet de tota la vida a casa seva, per tant totes aquelles cases que no siguin de persones del poble o que no siguin íntegrament cristianes, no els i pertoca.

#### Sant Serni del Cint
El diumenge més pròxim al 29 de novembre, per Sant Sadurní, es fa la festa de la sufragània de Sant Serni del Cint, sempre s'ha dit Sant Serni tot i que el nom complet és Sant Sadurní. Al diumenge de la festa es fa la missa en honor del sant i s'ofereix el canvi de priors. Durant la missa es reparteixen els papers dels goigs de Sant Sadurní, els quals es canten tots junts les estrofes més significatives. Quan és l'hora de sortir de la missa, la plata amb flors ja la surt a donar la nova priora del any sencer que li tocarà, fer-ho. Al sortir de missa hi ha un piscolabis per tots els assistents.
Com explicà Pere R., a la tarda d'aquesta festa a partir de l'acord que es va arribar amb la resta de sufragànies van deixar de fer el ball, tot i que igual que Sant Climent, alguns anys havien fet algun ball o activitat, però es deixà de fer.

### Festes antigues

#### Sant Pere de l'Esglaiola
Pel que fa a Sant Pere de l'Esglaiola, parlarem de dues festes que en l'antiguitat es feien a l'església. Tot i ser de dues èpoques de l'any diferents, les explicaré les dues en el mateix punt, ja que s'organitzaven i es desenvolupaven en el mateix lloc.
La primera que parlarem es feia al 17 de gener, que era Sant Antoni Abat, patró dels animals i bestiar de pagès. En ser un poble d'agricultors i ramaders, també se celebrava el sant, tot i no tenir una església consagrada al sant. La festa es feia a l'Esglaiola la qual consistia en una missa en honor del sant a l'església de Sant Pere i a la sortida, s'organitzava una correguda d'animals, els quals anaven fins a Cal Martí altrament anomenat com Cal Primal o fins a sobre l'Alzina, una altra casa pròxima al lloc de la festa. A la tarda es feia el ball a la plaça de fora l'església, de Sant Pere, ja que hi ha una plaça, que fins i tot està enrajolada, a diferencia de les altres esglésies. Aquesta informació ens l'explicà la Roseta P. en la seva entrevista.
En segon lloc hem de parlar de la festa del diumenge més pròxim al 29 de juny, en la qual se celebrava Sant Pere, la festa de consagració del sant de l'església de l'Esglaiola. Aquell dia igual que en totes les festes religioses es feia al matí la missa i a la tarda el ball a la plaça de davant de l'església. Aquesta festa ens l'explicà el Martí R., comentant-nos que la festa de Sant Antoni era molt més antiga que la de Sant Pere i que ell solament havia anat a la què s'havia fet més recentment.

#### Caramelles
Les caramelles que es fan actualment, es van començar a promoure els del Cint, tot això és explicat per Pere R., ja que ell i altres persones van ser les encarregades de tornar a engegar les cançons al poble.
“Les caramelles les vam començar nosaltres, ja fa quaranta anys d'això. Feia molts anys que les feien però va durar un temps, més o menys uns set o vuit anys que es van deixar de fer i nosaltres vam tornar-les a engegar.” Em comentava.
“Les assajàvem a ca l'Hermínia o aquí a casa (Cal Rosiñol). Les caramelles van sortir amb una gent que pujaven de Barcelona als caps de setmana aquí dalt i la meva tia va ensenyar unes cançons de caramelles a la canalla de aquesta gent. Es van animar a començar-les i amb ells si van ajuntar la gent de ca l'Hermínia, cal Nico entre d'altres de les cases d'aquí al voltant. Quan va ser l'hora de anar-les a cantar van comprar la bandera i com que no tenien cap pal, van fer servir un pal d'escombra i al cap d'amunt hi van col·locar el ram de flors. Aquell primer any solament van anar a cantar per les cases del voltant d'aquesta barriada, del Cint.” M'explicava en Pere R..
“El següent any, ja van agafar els instruments per acompanyar el cant, el Florenci de Torrades tocava l'acordió i jo tocava el bombo. Aquell any ja es va començar a fer l'ouada a Ca l'Hermínia amb els ous recollits per totes les cases del poble.”
“Al principi, quan vam tornar a començar vaig ser jo el director i al cap de tres anys ho va ser el mossèn Antoni Traserra, que actualment encara fa missa a l'Espunyola. El mossèn solament assajava les caramelles i anava a fer de director el diumenge al matí. Després del mossèn hi hagué el Roquera, que feia de músic i de director i llavors ja ve el Marcel que és l'últim que hem tingut i la què tocava, era la Petra dels Serrallonga. Ja que ara tenim la Marta Solsona que tant toca com dirigeix.” Recordava en Pere R..
“En els nostres temps ja els dúiem amb els cotxes els cantaires però el primer any que es van fer les caramelles anaven a peu i sense cap instrument.
Al cap d'uns anys es feu el dinar de caramelles a Planés per substituir l'ouada de ca l'Hermínia. Més tard, quan hi hagué el Local fet va passar a fer el dinar al Local i és on encara actualment es fa.”
Més antigament, les caramelles anaven d'una altra manera i ens la va poder explicar la Roseta P..
Per Pasqua se celebraven les caramelles, els cantaires anaven amb tres animals: el primer portava la bandera, el segon la panera i el tercer portava els ous, aquest últim l'anomenaven el traginer.
Els animals portaven les morisques o morisquetes39. Els animals solien ser cavalls, eugues o mules i els cantaires de l'Espunyola els solien llogar a Cardona.
El qui portava el primer i el segon animal eren jovent mentre que el tercer, el traginer, normalment era una persona adulta, que portava unes xurriaques40. Aquestes servien per quan algun xicot després de cantar a la casa corresponent, es quedava encantat xerrant amb alguna noia de la casa i el traginer amb les xurriaques el feia marxar, per continuar el recorregut per tot el poble.
A les cases, que els cantaires pujaven a dalt per alimentar-se del menjar que havien preparat per ells, la noia gran de la casa havia de agafar la bandera i col·locar-la al balcó de casa seva per fer saber que els cantaires estaven en aquella casa.
Després d'haver menjat, l'acordionista tocava tres balls; el traginer havia de ballar amb la mestressa de la casa, el de la bandera amb la filla gran i el de la cistella amb la segona filla i a partir de aquí les demés dones de la casa podien ballar amb els homes que les traguessin a ballar.
El diumenge anaven a missa i tots entraven a missa, menys un que s'havia de quedar a fora guardant els animals.
Ven fet missa, el de l'acordió tocava balls, però primer havia de triar una noia el de la bandera, després el de la cistella i llavors sí que tota la resta de nois podien agafar una noia i posar-se a ballar.
El dilluns acabaven de cantar a totes les cases que els havien quedat per fer.
El diumenge després d'haver anat a cantar es feia l'ouada, més antigament no es feia a Ca l'Hermínia, tot i que anys després s'hi fes. Amb tots els ous recollits de les caramelles, per totes les cases, es feien truites i així es feia l'ouada, acompanyada per porrons de moscatell i aiguardent.
Els instruments fets servir per cantar caramelles continuen sent els mateixos que ara: l'acordió i el bombo.
Normalment cantaven les mateixes arribades cada any, llavors les caramelles i la cançó de marxar, la qual convidava a tothom a anar a l'ouada que es feia el diumenge següent.
A la hora d'assajar, ho feien cada tant, ja que no era com ara que quedaven cada setmana, i a més solament hi anaven els homes joves a cantar caramelles, la qual cosa es pot veure clarament en les fotografies antigues.
3⁹	Eren uns penjolls per guarnir els animals, per l'ocasió.
40	Un tipus de corretges.

#### Sant Josep
Antigament per Sant Josep, el 19 de març, es feia la festa del sant, tot i no haver-hi cap església en devoció a ell. Amb el temps es deixà de fer la celebració.
Tal com digué la Roseta P., per Sant Josep es feia missa al matí, mentre que a la tarda i nit es feia el ball a Cal Marsalet. Però aquell dia, era diferent de la resta de festes religioses, ja que s'havia de plegar aviat d'anar a ballar perquè l'endemà era Quaresma i, per tant, ja no es podia ballar ni fer cap festa.
Com ens explica més detalladament en Pere R. per la Quaresma no es podia ballar, però per St. Josep es considerava fora de la Quaresma i per això es podia fer el ball. En aquesta festa hi anava molta gent, ja que enlloc més es feia ball per la Quaresma. Es feia a Cal Marsalet i pujaven autocars de Puig-reig i Berga, els quals portaven gent de tots els pobles del voltant. Cal Marsalet ja era amb l'antiguitat un lloc de parada pels autocars, però aquell dia eren expressament allà per la festa. Un any, un capellà va voler privar de fer la festa, però no ho va aconseguir.
Aquest fet, ocasionat pel capellà, el sabé el Martí R.; “d'això potser fa 50 o 60 anys enrere, un any el qual hi havia pesta de grip o alguna cosa, i el mossèn Ramon Heures de l'Espunyola, volia prohibir el ball de Sant Josep, aferrant-se a la idea que hi havia una pesta, en la qual la gent es podia passar els uns als altres. La gent va protestar dient que si no es podia ballar perquè es podria encomanar, tampoc es podria anar a missa, així que es va fer la festa igual que els altres anys. Però fins i tot van posar una multa d'unes 1400 pts. al Pius però al final no se sap si la va pagar o si la va pagar l'ajuntament. Al final no li sortí bé la jugada al mossèn.”

#### Nostra senyora de Fàtima
Això va ser una festa, que només es va fer un cop i en què el bisbe de Solsona va fer passar la mare de déu de Fàtima, per tots els pobles del bisbat, els quals engalanaven les cases i carrers, tot amb blanc i blau. Feien la processó fins a arribar a l'església la qual ferien una missa en homenatge a la Verge Maria de Fàtima.
Quan va passar per l'Espunyola va ser el dia 16 d'agost de 1949, van plasmar el fet en una estampa42. En la foto es pot veure la capella de la Mare de Déu del Bosc, engalanada per l'ocasió i plena de gent per poder donar devoció a la verge vinguda. Es pot veure que hi ha fet amb flors les lletres A i M que corresponen a les paraules; Ave Maria. La nostra senyora de Fàtima portava uns coloms, els quals els portaven la gent que l'anaven a veure i quan passaven amb la mare de déu a un hospital, els lliuraven. La informació per aquesta festa ens la va poder proporcionar la Teresa C., persona que també ens lliurà l'estampa, escanejada a l'annex.
4²	Es pot observar en l'annex.

#### Festes religioses
Tot i que en el primer apartat de les festes actuals, hagi explicat per separat totes i cadascuna de les festes religioses, en el apartat de festes de l'antiguitat solament explicaré els canvis més significatius que es van fer. Dient el que es feia en les celebracions. Algunes de les festes ja he explicat els aspectes més rellevant en l'apartat anterior, per tant no els tornaré a mencionar en aquest.
La Roseta P. explicà com eren cadascuna de les festes anteriorment i ho va fer de la següent manera:
- El primer o segon diumenge de setembre, era la festa major de l'Espunyola, també anomenada la	festa major de Cal Majoral, es tractava de que al matí es feia la	missa als Torrents, a la tarda ball a davant de l'església dels Torrents i a la nit ball a Cal Majoral. Normalment la gent que volia anar a ballar totes les vegades es quedaven a dinar per alguna casa de la vora, d'on es feia la festa i que els haguessin convidat. Així quan es feia la festa major de l'altre punta de poble, la gent que els havien convidat es quedaven a dinar allà. Pere R. ens explicà que un dels records de la seva infància era que solament, per festa major matàvem un pollastre i se'l menjàven per dinar, per celebrar la festa major, cosa que avui en dia menjar un pollastre és una cosa ben habitual.
- La festa Major de Gineva, la missa es feia el diumenge al matí. Per la festa major de l'Espunyola i per sants Metges sortint de missa sempre es feien tres balls i llavors la gent se n'anaven a dinar a casa seva. A la tarda i a la nit ball a cal Marsalet. El dilluns a la tarda, següent, es feia la Tornaboda que tornaven a ballar. Com que al local de cal Marsalet no hi cabia tota la gent que anava a ballar, els joves del poble uns dies abans havien anat a tallar una quants boixos o pollancres del Salt i feien el què ells anomenaven un “envelat”. Per anar a ballar es feia pagar un duro al qui volia entrar.
- 44La festa Major de Sant Climent, la missa només es feia el diumenge al matí, a la tarda ball però aquesta vegada es feia a la que anomenaven la plaça, que era sobre l'església a vora de l'actual carretera per anar direcció Berga, on hi ha un terreny pla amb alzines. I a la nit es tornava a fer ball però es feia al Mas o al Paradell.
- El dia 29 de novembre per Sant Serni, es feia la missa a l'església del Cint, a la tarda i nit ball a Cal Majoral, normalment a l'envelat, però per alguna causa sigui meteorològica o qualsevol altra s'havia fet el ball a la sala de dalt de Cal Majoral. Pere R. explicar que les vegades que havia plogut en les festes que es feia el ball a Cal Majoral, s'havia pogut fer la festa igualment a la sala de dalt, a l'interior de la casa, ja que només podien anar-hi la gent de més a la vora i, per tant, tenien prou espai tot i ser una sala molt petita.
- Per Sant Llorenç, es feia la festa de sant Quintí de Montclar, tot i pertànyer al terme municipal de Montclar, d'aquesta festa se’n encarregaven el jovent de l'Espunyola. La missa era a l'Espunyola a l'església de Sant Climent i a la tarda feien el ball a vora de la font de Sant Quintí, al pla de davant de l'església. El Martí R. explicà que el jovent que organitzava la festa eren tots els que vivien al clot, a les cases més pròximes al terme de Montclar.

També cal comentar que antigament la comunicació no era tant constant i actualitzada com es ara. Per tant, podem explicar com s'ho feien per tal de fer que la resta de la població i rodalia, sabés les festes que s'organitzaven a l'Espunyola. Es feien els programes, que es penjaven als principals llocs de la població, com són Cal Marsalet, Cal Majoral...
Un any per la festa major de Gineva van posar al programa que el dia 30 de setembre es faria la missa i el ball i el dia 31 de Setembre Tornaboda. Com podeu preveure aquell any era com els altres i, per tant, el setembre no té 31 dies, així que quan van haver repartit tots els programes es van adonar de l'errada d'impremta.
Pere R. ens va poder explicar en la seva entrevista, la manera amb la què el jovent de l'Espunyola es posaven d'acord, en el dia que havien d'anar a fer els envelats de cada festa. “Antigament hi havia uns “Socis”, que ara se’n diu una “Junta”, els quals quedaven en el dia concret per anar-hi, just després de sortir de missa, en les xerrades que es feien abans de tornar cap a casa. Els “Socis” es trobaven dues setmanes abans de la festa i anaven a la rasa a collir els boixos amb el carro, per fer l'envelat. Entrelligaven els boixos amb els filferros i els feien ben espessos perquè així la gent havia de pagar si volia veure l'ambient. Un any que no hi havia boixos prou alts per fer l'envelat, van anar amb el camió, que n'hi havia un d'aquí al poble, a Llinars.“
44 Foto de la festa major de 1963.

### Festes més habituals

#### Els balls quinzenals
Com explicà la Roseta P.; cada quinze dies, durant tot l'any, es feia ball a la tarda i s'alternava Cal Majoral o Cal Marsalet. Actualment ja no es fan els balls.
45També cal dir que les excepcions eren per Nadal i Cap d'any.
L'Espunyola és un poble on les festes sempre han estat animades, però cal dir que antigament si en algun ball hi havia una noia forastera i bonica segur que es barallaven per a ella.
Un dia va passar el pitjor dels casos. El noi de la casa Vilarriqué de Montmajor i el Mingo estaven en una de les festes de l'Espunyola i hi havia una noia molt eixerida que els dos nois se’n van encapritxar, el noi de Vilarriqué la va acompanyar fins a casa però el Mingo els estava esperant entre el trencant de la carretera que va a Can Font i el Pont dels Lladres, al costat de la carretera i quan va passar el de Vilarriqué, el Mingo el va matar. La gent explica que potser el va matar d'enveja. El Mingo vivia a l'Espunyola tot i que ara els seus descendents viuen a Montclar.
A partir de llavors el jovent de l'Espunyola sempre els han dit: Els de Peu de Roques consagrats!
En aquella època era un despectiu, per totes aquelles persones que vivien en el poble, perquè pel fet d'una persona els mal anomenaven a tots. Actualment la gent ja no saben aquestes coses i tampoc les diuen, per tant em fet que aquest nom fos altra vegada el mateix per l'associació que es vol fer de totes les festes de l'Espunyola46.
Tornant a parlar dels balls que es feien cada quinze dies, també ens explicà la majoria de balls que es feien. Per tant, a continuació estan esmentats:
- “El ball dels guapos” era un ball en què eren les noies les que havien d'anar a buscar els nois i no el revés com es feia sempre. Per mirar de fer triar, per un cop les noies, el qui més les convencia.
- “El ball del ram” era que el noi havia de comprar el ram, el qual ja es venia al mateix lloc del ball, amb el què ballaria amb la noia. Aquest tipus de ball es feia per guanyar diners d'una altre manera que no fos pagant l'entrada.
- “El ball de la toia” era el qui treia el premi amb els números que es venien durant el ball de la festa en concret. La persona guanyadora podia demanar de fer aquest ball i llavors el ballava la parella tota sola.
- “El ball del farol” té la mateixa manera de fer que el ball que actualment encara es fa, a la Festa Major de l'agost, però alguna gent li diu “el ball del Fanalet47”. S'ha de comprar el “fanalet” a la barra i totes les parelles, encenen l'espelma i comencen a ballar al ritme de la música. S'ha de mirar que tardi el màxim temps possible perquè no s'apagui o s'encengui tot el “fanalet”. Aquest últim ball l'explicà el Pere R..

#### Matança del porc
Com explicà la Roseta P., a l'hivern es matava el porc a la majoria de les cases de l'Espunyola. Actualment en moltes de les cases encara es continua fent però hi ha certs aspectes que s'ha deixat de fer, ja que en els temps actuals les persones que maten el porc a casa seva, normalment no necessiten l'ajuda d'altres persones del poble, ja que hi acudeix tota la família.
Antigament es feia sopar per totes les persones del poble que els havien anat a ajudar a matar-lo i ven sopat feien ball a la casa, això era una festa de les més habituals que es podien trobar la gent en els hiverns i a part de celebrar-la, els veïns també s'ajudaven per tenir menjar i passar l'any.
Durant el ball que es feia ben sopat es feia sempre “el ball de l'escombra”. Consistia en què algú treia una escombra i la donaven algú per ballar, amb ella. La resta de persones de la casa, ballava amb parella menys el quin ballava amb l'escombra, llavors el quin tenia l'escombra l'havia de passar a algú que estigues ballant i es quedava amb la parella, que ballava fins llavors. Quan s'acabava la música del ball, el qui s'havia quedat amb l'escombra li deien l'escombriaire. No li marxava el nom fins que anaven a la següent casa a celebrar la festa i llavors era una altra persona la què s'havia de quedar amb l'escombra.
4⁵ Foto del ball de Cal Pius, en la qual si observa les noies que havien anat a ballar i al fons la cruïlla de camins i la senyal antiga.
4⁶ Més explicació de l'associació que es fa actualment a l'entrevista amb el Rudy G. i per la més antiga a l'entrevista amb el Pere R..
47 És una flor feta amb paper de color, la qual porta a l'interior una espelma i la tija és amb filferro recobert amb paper.

### Llibres
- BOFARULL i TERRADES, Manuel: Origen dels noms geogràfics de Catalunya: pobles, rius, muntanyes. Barcelona, Cossetania, 2002.
- CASTANY, Josep; SÁNCHEZ, Eduard; GUERRERO, Lluís A.; CARRERAS, Josep; MORA, Rafael; VILA, Goretti: El Berguedà: de la prehistòria a l'antiguitat. Manresa: Litofsa, Els llibres de l'àmbit, 1990.
- CASELLAS PLA, Isabel; SANTANDREU SOLER, Mª Dolors: Creus del Berguedà. Berga: Amics del Romànic del Berguedà, 1997.
- ROSINYOL LOCUBICHE, Josep M: Les marededéus del Berguedà (s. XII al XV). Berga: Amics del romànic del Berguedà, 1996.
- CASELLAS PLA, Isabel; SANTANDREU SOLER, Mª Dolors; ROSINYOL LOCUBICHE, Josep M: Castells medievals del Berguedà (2). Berga: Amics del romànic del Berguedà, 1999.
- AUGUST TORRAS, César: Pirineu català (guia itinerari) Berguedà. Barcelona: Tipografia <L'Avenç>, 1905.

### Webs
- 1- Gencat.net  Arxivat 2007-07-01 a Wayback Machine.
- 2- Idescat.cat
- 3- cbuc.cat
- 4- luckiluk.blogspot.com

### Revistes i tríptics
- 1 - Informació del Berguedà extreta de la Guia del Berguedà: El Berguedà un espai únic, editat pel Consell Comarcal del Berguedà.
- 2 - Informació extreta del vídeo Poble a Poble, de Canal Taronja Berguedà.
- 3 - Part de la informació es extreta de tríptics informatius del poble de l'Espunyola.

## Interès
- Castell de l'Espunyola, edifici dels segles xiii i xvi, declarat Bé Cultural d'Interès Nacional el 1949.
- Sant Climent de l'Espunyola, església parroquial dels segles xi-xii i xvii-xviii.
- Sant Martí de Correà, església parroquial.
- Sant Sadurní del Cint
- Sants Metges
- Sant Pere de l'Esglesiola o de l'Esgleiola
- Santa Maria del Bosc
- Santa Margarida del Mercadal o del Cint
- Santuari de la Mare de Déu dels Torrents
- Bressol de la Mare de Déu del Bosc, sepulcre megalític.